# 木村喜三
木村 喜三（きむら きぞう、1911年7月11日 - ）は、日本の陸上競技選手。「マスターズ陸上界の神」と称される。M85（85歳以上）の200m・走高跳・80mハードル、M90（90歳以上）の100m・三段跳・走幅跳の世界記録保持者。群馬県出身。

## 経歴
- 1996年
  - 8月18日、80mハードルで85歳以上の世界新記録となる18秒06をマークする。
  - 10月20日には200mで35”82の世界新記録樹立。

- 1997年、走高跳で1m20の世界新記録を樹立。

- 2001年には90歳以上の世界新記録を3つ（100m　19秒72・走幅跳　2m87・三段跳　6m59）樹立し、走高跳では1m05の日本新記録を樹立した。また、桐生ファッションタウン特別賞を受賞した。